# Historia Rymanowa

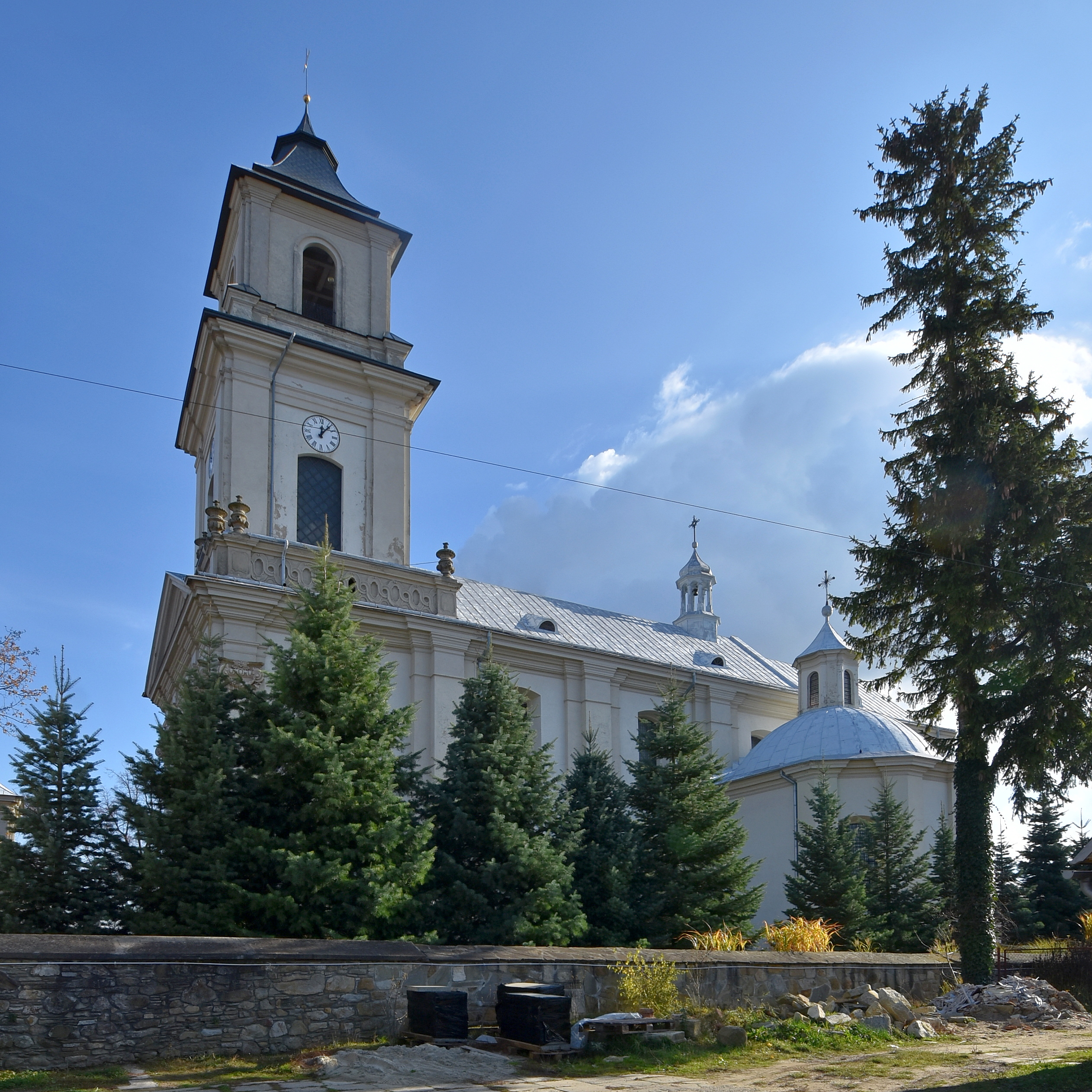
Kościół parafialny

Rymanów – pierwsze wzmianki odnotują Rymanów miasto jako Ladisslaulia (1376), Reymanów (1768).

## Początki Rymanowa
Założenie miasta na prawie magdeburskim powierzył książę Władysław Opolczyk synowi Nikolasa Reymanna, Mikołajowi Reymanowi w 1376, pod nazwą Ladisslaulia, prawdopodobnie na cześć księcia Władysława. 
W I poł. XV wieku rozpoczęto tu budowę zamku z inicjatywy Dobiesława z Oleśnicy i Sienna, uczestnika bitwy pod Grunwaldem i dowódcy oblężenia Malborka. (O zamku w Rymanowie wspomina ks. Szymon Starowolski
w Opisie Królestwa Polskiego za czasów Zygmunta III Wazy). Dobiesław został właścicielem okolicy dzięki małżeństwu z Katarzyną Oleśnicka z Gorajskich – córką podskarbiego koronnego Dymitra z Goraja, (który z Iwanem z Klecia w 1377 roku od Ludwika Węgierskiego otrzymał Goraj (województwo lubelskie) i potomka Iwoni z Goraja – sędziego chełmskiego – właściciela dóbr rymanowskich).
W 1409 r. król Władysław Jagiełło odbył przez Rymanów podróż z Koszyc, przez Preszów, Stropkov, Beskid, Jaśliska do Sanoka. Wtedy Dobiesław gościł w Rymanowie króla Władysława Jagiełłę, który podarował Pietę dla Kościoła. Rymanów otrzymał też przywilej na organizowanie dwóch jarmarków. Gród ten posiadał wtedy oprócz zamku, dwa przedmieścia (Posada Dolna i Posada Górna), bramy wjazdowe; np. krakowską, węgierską, lwowską oraz rozwinięte rzemiosło. W 1413 r. odbył się w Rymanowie ślub Katarzyny z Gorajskich i Dobiesława. Oleśnickiego (Dobiesław z Oleśnicy) i z Sienna h. Dębno (zm. 1440) –kasztelana wojnickiego (1411-1433), lubelskiego (1433), sandomierskiego (1435), starosty krakowskiego (1438), wojewody sandomierskiego (1438-1440) uczestnika bitwy pod Grunwaldem i dowódcy oblężenia Malborka, budowniczego nowego zamku w Rymanowie, fundatora kościołów.
Wraz z nim bardzo często przebywała w Rymanowie Katarzyna Oleśnicka wraz ze swoimi 11 dziećmi.
W roku 1440 biskup krakowski Zbigniew Oleśnicki bratanek Dobiesława Oleśnickiego, odbył tędy podróż z Budapesztu, przez Stropkov, Kiewesz, Beskid, Jaśliska, Rymanów do Sanoka. Od XVI wieku, prowadzi tędy szlak handlowy do Bardejowa i historycznego regionu Zemplín. W 1441 r. – po śmierci Dobiesława, właścicielką zamku została jego żona, Katarzyna Oleśnicka, która pisała się już „z Rymanowa”. Katarzyna Oleśnicka z d. Gorajska lub Siennicka, z Sienna – kasztelanowa, ur. ok. 1390 z Rymanowa, córka Dymitra z Goraja herbu Korczak.
W 1479 roku Rymanów wraz z 20 innymi okolicznymi miejscowościami należał do wdowy po Wojewodzie Sandomierskim, Katarzyny Oleśnickiej i jej synów.
Właścicielem Rymanowa został jej syn Andrzej Sienieński (zm. 1494), podkomorzy sandomierski i wnuk Wiktor Sienieński-Wiktoryn (ok. 1463 – 31 marca 1530) kasztelan małogoski, który też w 1517 roku uzyskał Goraj.
Na początku XVI w. Rymanów otrzymał od Aleksandra I Jagiellończyka przywilej na organizowanie jarmarków i własnych składów.
W 1537 r. – kolejnym właścicielem został Zbigniew Sienieński (zm. 1567/1568), kasztelan sanocki.
W 1567 r. – jego córka wyszła za Andrzeja Stadnickiego, który stał się kolejnym panem tych ziem.
Do połowy XVI wieku, Rymanów był własnością rodziny Sienieńskich z Sienna, Zbigniewa oraz jego ojca, krzewicieli kalwinizmu. Kalwinizm przetrwał w Rymanowie do końca trzeciej wojny północnej.
W roku 1547 bp Jan Dziaduski obłożył klątwę biskupią właściciela Rymanowa kasztelana sanockiego Zbigniewa Sienieńskiego o zabór kościoła katolickiego w Króliku Polskim i zamienienia świątyni na zbór kalwiński.
Jan Sienieński (1532-1580), kasztelan Halicki – wyruszył wraz z mieszkańcami Rymanowa na wojnę z Moskwą w lipcu 1580 r. i zmarł w tym roku 1 sierpnia w Słucku. Wspólny nagrobek jego i żony Zofii Sienieńskiej ze Spaniowa, c. Jerzego Paniowskiego (Starosty Żydaczewskiego), znajduje się w kościele w Rymanowie. Przez wiele lat Jan Sienieński był właścicielem tego grodu. Miał czterech synów Zbigniewa, Jana, Łukasza, Samuela, Mikołaja. Anna z Siennów, b. żona Krzysztoforeckiego, Spilcze miała córki: Zofię, Katarzynę, Elżbietę, II Zofię, Barbarę, Reginę i Cecylię
W 1595 r. – Marcin Stadnicki, brat Andrzeja kupił od Zbigniewa Sienieńskiego Rymanów. Wiadomo, że gruntownie wyremontował on kościół. Można przypuszczać, że rozbudował także fortalicjum. Po jego śmierci, żona na swą siedzibę wybrała Rymanów. Jej córka Helena wyszła za Michała Zebrzydowskiego.
W czerwcu 1624 r. przez okoliczne miejscowości przeszedł oddział Tatarów paląc i niszcząc osady oraz mordując ludność, a potem w Rymanowie stacjonowali w 1655 r. protestanci – Szwedzi doprowadzając miasto do ruiny. Dwa lata później protestant Jerzy II Rakoczy wspierając Szwedów w marcu 1657 r. rozprawił się z ludnością tego grodu, paląc zabudowania i mordując mieszkańców. W 1672 w czasie wojny z Turcją, gdy oblegano Lwów, Nuraddyn Sołtan napadał na grody nad Wisłokiem m.in. po Biecz, niszcząc miasta i biorąc ludność w jasyr lub mordując. Hetman Jan Sobieski w trakcie wyprawy na czambuły, dysponując zaledwie 3000 jazdy, pobił kilkudziesięciotysięczne wojska tatarskie, uwalniając 44 000 niewolników. W 1674 r. – Jan Opaliński, który przejął dobra rymanowskie po Zebrzydowskich, wystawił dokument (dotyczący popostwa w Wołtuszowej) podpisany „dano na zamku moim rymanowskim”. Po śmierci Opalińskiego zamek przeszedł na krótko na własność Jana Samuela Czartoryskiego, który wydał rozporządzenie o odwoływaniu się od wyroków sądu miejskiego do zamku rymanowskiego. Rymanów wielokrotnie padał ofiarą napadów, nie tylko wojsk szwedzkich, czy rosyjskich ale nawet zbójnickich. Jeden z nich miał miejsce w 1677 r.
W XVII i XVIII w. zamek i dobra rymanowskie i powróciły do Franciszka Stadnickiego, do rodziny Stadnickich. W 1702 i w 1704 r. znowu dochodzi do walk ze Szwedami, a potem miasto wyludnia się w wyniku panującej zarazy. Najbardziej niszczą gród wojska rosyjskie. W 1731 r. Teresa Stadnicka poprzez małżeństwo z Józefem Kantym Ossolińskim wniosła Rymanów w posagu do rodziny Ossolińskich.
Konfederację z Józefem Kantym Ossolińskim na czele, wspierają mieszczanie, tocząc walki przeciw Rosjano pod Leskiem 16 czerwca 1764 r. i Brzozowemm 18 czerwca 1764 r.
W latach 1768–1772 wzmacniają Konfederatów barskich biorąc udział w zjeździe pod Sieniawą koło Rymanowa, gdzie się zebrało aż 6 tys. ochotników.
Do 1772 miasteczko należało administracyjnie do ziemi sanockiej województwa ruskiego a w czasach zaboru austriackiego – do cyrkułu leskiego. 
Następnie podczas zaboru austriackiego przez pewien czas jako miasto wchodziło w skład obwodu sanockiego.
Staraniem Józefa Kantego Ossolińskiego rozpoczęto budowę w Rymanowie kościoła parafialnego, Józef Kanty Ossoliński – wojewoda wołyński mimo posiadania zamków w Dukli i Lesku, po klęsce Konfederatów i rozbiorze Polski zamieszkał w Rymanowie. W 1775 roku osiadł tu na stałe wycofując się z życia politycznego. Jego żona Teresa Stadnicka była ostatnią przedstawicielką rodu Stadnickich, zmarła 6 maja 1776 r. i została pochowana w Klasztorze w Karmelu koło Zagórza, a potem przeniesiono jej trumnę do Kościoła do Leska, gdzie umieszczono tablicę z napisem: „Teresa z hrabiów na Żmigrodzie Stadnickich, herbu Śreniawa, Ossolińska, Wojewodzina, Wołyńska w Rymanowie, zmarła dn. 6 maja 1776 r. w Zagórzu u OO. Karmelitów pochowana."
W 1780 r. Józef Kanty Ossoliński wybudował w Rymanowie kościół i w tym roku został w nim pochowany w krypcie, w pięknym sarkofagu i umieszczono tam również zwłoki jego żony. Budowa świątyni ukończona została przez jego córkę Annę Teresę z Ossolińskich Potocką.
W 1786 r. – Rymanów po raz kolejny stał się posagiem i po ślubie Teresy Ossolińskiej z Józefem Potockim przeszedł w ręce Potockich. Małżeństwo mieszkało na stałe w Wiedniu a zamek w tym czasie mocno już podupadł. W 1794 r. Anna Teresa Potocka z Ossolińskich odsprzedała Rymanów rodzinie Potockich, w której posiadaniu byli do XX w. Anna Potocka z Działyńskich wybudowała w XVIII w. Szkołę Snycerską w Rymanowie jednak po cofnięciu dotacji przez Sejm zaprzestała szkolenia.
W 1798 r. – miasto kupił Franciszek Skórski. Postanowił jednak nie inwestować w zamek, który wymagał ogromnych nakładów finansowych. Po reformie administracyjnej w 1864 Rymanów został siedzibą powiatu sądowego i urzędu gminy Rymanów starostwa sanockiego w austriackim kraju koronnym Galicja.
W 1839 r. w wyniku ogromnego pożaru wywołanego przez Żydów, którzy podpalili gospodarcze zabudowania należące do proboszcza, zniszczeniu uległ kościół (odbudowany został w 1841 r.), niemal całe miasto oraz kilka sąsiednich wsi.
W połowie XIX wieku właścicielkami posiadłości tabularnej w Rymanowie były Józefa Gorczyńska i Zofia Urbańska. Pod koniec XIX wieku właścicielką tabularną dóbr we wsi była Anna hr. Potocka. W 1872 r. Anna Potocka (1846-1926) i Stanisław Potocki podpisali kontrakt kupna Rymanowa. Wiosną 1874 r. wybuchła epidemia cholery. Dwór w Rymanowie stał się punktem aptecznym rozdzielającym leki wśród chorych. Anna Potocka osobiście odwiedzała chorych, niosła radę, lekarstwa i żywność. Anna i Stanisław Potoccy założyli szkółkę rzeźbiarską dla chłopców, a następnie szkółkę koronkarską dla dziewcząt.
16 sierpnia 1876 r. podczas spaceru Anny Potockiej (autorki „Mojego pamiętnika”) z dziećmi jeden z synków Józef odkrył źródło lecznicze wody. Badania użyteczności wody trwały do 1879 r. Dzięki temu odkryciu Potoccy stali się założycielami Rymanowa Zdroju. Syn Stanisława Antoniego Potockiego i Anny z Działyńskich Potockiej – Jan Nepomucen Potocki h. Pilawa (1867–1942 w Rymanowie-Zdroju) – został właścicielem Zakładu Zdrojowego w Rymanowie. Był on posłem, działaczem społecznym.
W roku 1898 miasteczko liczyło 3704 osób, w tym 1889 wyznania rzymskokatolickiego i 1751 mojżeszowego oraz 328 domów. Działały poczta i telegraf w Rymanowie oraz gimnazjum żeńskie.
W 1905 Józef Mikołaj Potocki posiadał w Rymanowie obszar 435 ha.

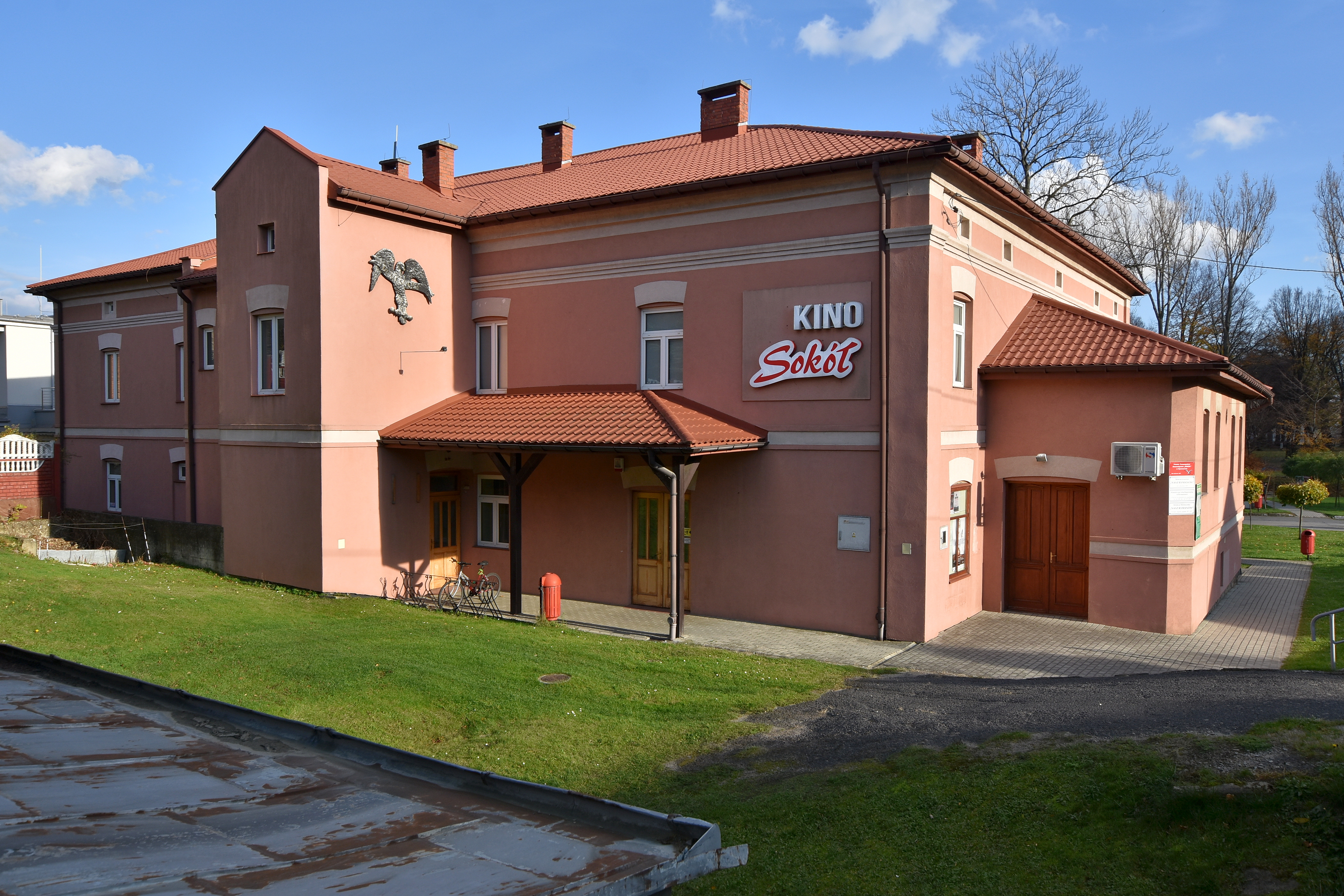
Dawny budynek Towarzystwa „Sokół”, obecnie siedziba kina „Sokół”

W 1907 roku zostało założone Towarzystwo Gimnastyczne „Sokół” z inicjatywy doktora Ignacego Bieleckiego, który przez cały okres istnienia tej organizacji był jej prezesem. Stowarzyszenie skupiało wokół siebie młodzież i dorosłych z Rymanowa i okolic, i było jednym z najprężniej działających stowarzyszeń Sokoła w całym województwie lwowskim. Członkowie „Sokoła” brali udział w walkach podczas I wojny światowej, dołączając do legionów generała Hallera.
Po wojnie, w 1923 roku staraniem mieszkańców wybudowano budynek „Sokoła”, który był ośrodkiem życia kulturalnego miasta. Plac pod budynek dał hr. Jan Potocki, a budulec zapewnił Michał Lorenc – rymanowski przedsiębiorca. Towarzystwo Gimnastyczne „Sokół” było najliczniejszą organizacją społeczną w międzywojennym Rymanowie. Zostało zlikwidowane w roku 1949. W 1994 roku w oparciu o tradycje utworzono „Międzyszkolne Stowarzyszenie Sportowe Sokół”, na którego czele stanął Ignacy Bielecki – wnuk założyciela organizacji. W budynku „Sokoła” po wojnie uruchomiono kino „Wyzwolenie”, które później nosiło nazwę „Irys”, a obecnie „Sokół”. W budynku oprócz kina znajduje się Regionalna Izba Historyczna, gromadząca pamiątki po dawnych mieszkańcach Rymanowa i okolic.
W latach 1934–1938 Rymanów był siedzibą apostolskiego administratora Łemkowszczyzny.

## I wojna światowaw Rymanowie
W 1914 – w trakcie I wojny światowej i walk bratobójczych, (bo wcielonych Polaków do oddziałów rosyjskich i austriackich), Rymanów kilkakrotnie przechodzi z rąk do rąk.
25 września 1914 – mimo obrony, wkroczyły grabieżcze oddziały rosyjskie aresztując i wywożąc do Lwowa organizatorów Komitetu Narodowego 14 października 1914 – Rymanów odbijają Austriacy. W czasie I wojny światowej w „Leliwie” W Rymanowie Zdroju został urządzony szpital dla rannych żołnierzy.
8 listopada 1914 – Rosjanie z dow. gen. Brusiłowem w Rymanowie.
24 listopada 1914 – w Rymanowie przebywają oddziały Armii Rosyjskiej do 15 grudnia 1914. Po bitwie i po ostrzeliwaniu miasta z artylerii, Rymanów, w którym zniszczono wiele budynków i zginęło kilkunastu mieszkańców, odbijają Austriacy a potem atakują na północ od miasta. 21 -26 grudnia 1914 r. – walki koło Rymanowa-Zdroju. 27 grudnia -8 maja 1915 r. – okupacja rosyjska.
7-8 maja 1915 r. – obrona przez resztki z trzech dywizji X Korpusu rosyjskiego (głównie kaukaskiego) w bitwie pod Rymanowem, zakończyła się klęską Rosjan, a ataki niemieckich i austriackich samolotów na szlaki komunikacyjne armii rosyjskich, stały się przyczyną rosyjskiego panicznego odwrotu. Spuszczono kilkadziesiąt bomb i zniszczono wiele budynków. Austriacka 12 Dywizja Piechoty atakowała linię Potok – Jaszczew. Po bitwach pod Gorlicami, (gdzie dowodził gen. Tadeusz Rozwadowski 12 Brygadą Artylerii w 12 „Krakowskiej”), pod Rzepiennikiem, Odrzykoniem, Krościenkiem i Kombornią, pod Rzeszowem i Sanokiem, wojska państw centralnych, w ciągu 10 dni maja, wzięły do niewoli 140 tys. jeńców, i zdobyły 100 dział i 300 karabinów maszynowych. Krosno zostało w części zniszczone i ograbione.
9 maja 1915 – książę Mikołaj Mikołajewicz wydał armiom rozkaz odwrotu na linię Dniestr – San, co przyniosło Rosjanom straty w ludziach i sprzęcie. Rosjanie opuszczają Krosno, Iwonicz i Rymanów. Od 15 maja 1915 – Rymanów wolny od wojsk zaborczych: rosyjskich i austriackich. Jednak 17 maja 1916 toczą się pod Rymanowem jeszcze walki. Budowę cmentarzy wojennych w okolicy Rymanowa po Lesko, Bieszczady prowadził Oddział Grobownictwa Wojennego Nr 4 stacjonujący w Rymanowie, gdzie mieściło się również dowództwo rejonowe, podległe dowództwu okręgu wojskowego „Galicja Środkowa” w Przemyślu. Grupa ekshumacyjna, którą tworzyli w większości jeńcy rosyjscy i miejscowi wozacy, przewoziła furmankami zwłoki na teren cmentarzy, gdzie do wcześniej wykopanych dołów, chowano w papierowych workach po 40-60 ciał w mogiłach zbiorowych

## II wojna światowaw Rymanowie

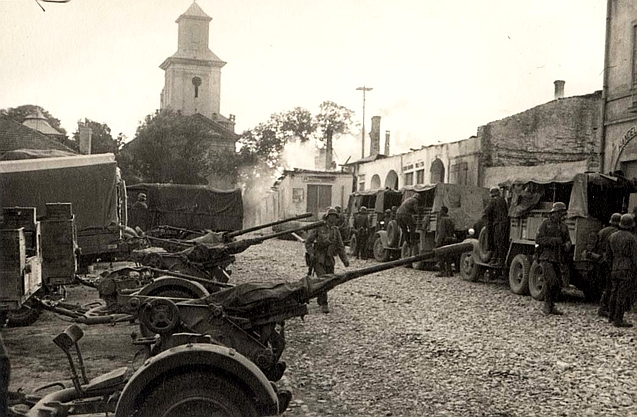
Żołnierze niemieccy z 98 Pułku Strzelców Górskich w Rymanowie, wrzesień 1939

W dniu 8 września 1939 wkroczyły do Rymanowa Zdroju wojska słowackie. Następnego dnia, czyli 9 września 1939 r., doszło pod Rymanowem do bitwy ze zmotoryzowanym niemieckim oddziałem z I Dywizji Górskiej generała Küblera Grupy Geiger dowodzonej przez pułkownika Egberta Pickera. Opór stawiały oddziały 3 Brygady Górskiej płka Jana Kotwicza oraz 2 pułk Korpusu Ochrony Pogranicza Karpaty pod dow. Jana Zachodnego z Batalionu KOP Dukla i Komańcza. Poległo kilkunastu żołnierzy. Miasto, ostrzeliwane przez ciężką artylerię wroga, zostało znacznie zniszczone i zajęte przez Niemców.
9 września 1939 Niemcy odchodzą na wschód. Miasto zostaje przekazane Słowakom. Powołali oni na burmistrza ukraińskiego kolaboranta, który ustanowił nowy, ukraiński zarząd miasta. Hitlerowcy wydali zarządzenie, by ludność żydowska w ciągu 24 godzin przekroczyła linię Sanu i udała się do sowieckiej strefy okupacyjnej. Prawie wszyscy zastosowali się do tego zarządzenia, choć wielu potajemnie wracało do Rymanowa.
22 marca 1942 roku okupacyjne władze miasta przystąpiły do sporządzenia rejestru Żydów w Rymanowie oraz zgromadzonych tu Żydów z okolicznych wiosek, mimo nie utworzenia getta w dosłownym znaczeniu.
13 sierpnia 1942 roku wszystkich Żydów zgromadzono na rynku. Część z nich wywieziono do obozu w Płaszowie, część do obozu w Bełżcu, a część do lasu w okolicach Tylawy, gdzie tego dnia, na stoku góry Błudna, rozstrzelano ich wraz z Żydami z Dukli i Jaślisk – w sumie ok. pół tysiąca osób.
Jesienią 1939 r. w Rymanowie został utworzony kurierski korytarz przerzutowy Jaga do 1942 r., a potem u Potockich Kora, kierowany przez por. Józefa Raka. W maju 1940 r. podjął przeprawę przez zieloną granicę na Węgry uzbrojony i umundurowany oddział WP pod dow. Karola Andersa. Oddział ten został rozbity przez ukraińskich nacjonalistów. Ujęto 9 żołnierzy, których rozstrzelano.
Stanisław Dankiewicz kierował tu oddziałem NSZ (Narodowe Siły Zbrojne).
Ruchowi oporu jesienią 1939 r. przewodniczył Henryk Stankiewicz z Posady Jaćmierskiej. Później, po spotkaniach por. Stanisława Pieńkowskiego (poznaniaka, który został inspektorem Inspektoratu ZWZ Krosno) z Michałem Rajchlem, powołano Placówkę ZWZ (AK) Róża (z komendantem ppor. Mieczysławem Białasem), wchodzącą w skład I Batalionu Obwodu ZWZ AK Krosno OP-15.
W czasie okupacji zginęło ok. 2 tys. mieszkańców (50%). Rymanów został zniszczony w 60% i po wojnie odbudowany.

## Toponimika nazwy
Pierwsze wzmianki odnotują Rymanów miasto jako Ladisslaulia (1376), Laslaw (1413), Rymanów (1415), Rimanow (1423), Rymanow (1433), Rimanowo (1485), Rymandur (jidysz, XIX w.), Rymanów (1863). Założenie miasta na prawie magdeburskim powierzył książę Władysław Opolczyk synowi Nikolasa Reymanna, Mikołajowi Reymanowi w 1376, pod nazwą Ladisslaulia, prawdopodobnie na cześć księcia Władysława. Bp Wacław Hieronim Sierakowski i bp Jerzy Albrecht Denhoff (w 1701), w czasie wizytacji odnotowali, że w XIV w. istniała tu pierwotnie osada de Lassel, Laslaw założona przez Sobiesława Oleśnickiego.

## Archeologia
Rymanów i okolice zamieszkiwane były już od czasów neolitu. Potwierdzają to znaleziska z tego okresu w postaci półfabrykatów, narzędzi krzemiennych, znalezione na polach między Rymanowem a Iwoniczem. Spotykamy tu pozostałości osad z okresu kultury łużyckiej. Wzgórze nad rzeką Tabor, na którym mieści się miasto, na szlaku do Lwowa było dogodne do umiejscowienia obronnego grodu.